# Rancho Nuevo de la Luz
Rancho Nuevo de la Luz es una localidad del estado mexicano de Guanajuato. Es parte del municipio de León.

## Demografía
| Gráfica de evolución demográfica |
|                                  |

| Censo | Población |
| ----- | --------- |
| 1950  | 297       |
| 1960  | 392       |
| 1970  | —         |
| 1980  | 605       |
| 1990  | 502       |
| 2000  | 643       |
| 2010  | 1 025     |
| 2020  | 1 158     |